# Oláh Bálint
Oláh Bálint (Miskolc, 1994. december 2. –) magyar labdarúgó, a Kisvárda játékosa.

## Pályafutása
A Diósgyőri VTK saját nevelésű játékosa, 13-14 éves kora óta a klub játékosa. A védekező középpályás posztján bevethető labdarúgó a 2016-17-es bajnokság első fordulójában, a Videoton ellen mutatkozott be a DVTK első csapatában.  2017 februárjában a szezon hátralevő részére a másodosztályú Zalaegerszegi TE kölcsönjátékosa lett.
2018 januárjában a Mezőkövesdi SE szerződtette.
2018 júliusában a másodosztályú Budafoki MTE csapatához került kölcsönbe.  Alapembere lett a másodosztályú csapatnak, amelynek színeiben két idény alatt 66 tétmérkőzésen 3 gólt szerzett és a 2019-2020-as szezonban csapatával kiharcolta az élvonalba való feljutást. 2020 júniusában  Budafok bejelentette, hogy végleg megvásárolta a játékjogát a Mezőkövesdtől. A 2020-2021-es szezonban 32 bajnokin szerepelt az NB I-ben, a Budafok azonban kiesett az élvonalból, Oláh pedig visszatért nevelőegyesületéhez, az időközben szintén NB II-be kieső DVTK-hoz.